# Sebastian Haag
Sebastian Haag (Múnich, 23 de mayo de 1978 − Shisha Pangma, 24 de septiembre de 2014) fue un alpinista y esquiador de montaña alemán. Con su compañero Benedikt Böhm consiguió récords de velocidad de esquí de montaña en el Muztagh Ata y en el Gasherbrum II.
Haag fue miembro del Team Dynafit Gore-Tex. Trabajó como veterinario en Múnich.
Falleció el 24 de septiembre de 2014 víctima de una avalancha en el Shisha Pangma.

## Récords
- 23 de agosto de 2005 - récord de velocidad de escalada en alta altura con esquís downhill en el Muztagh Ata con Benedikt Böhm bajo dirección de Matthias Robl
- 3 de agosto de 2006 - récord de velocidad de escalada en alta altura con esquís downhill en el Gasherbrum II con Benedikt Böhm bajo dirección de Luis Stitzinger